# Pueblo Nuevo (Suchitepéquez)
Pueblo Nuevo es un municipio del departamento de Suchitepéquez de la región sur-occidente de la República de Guatemala.

## Demografía
De acuerdo al censo de población de 2018, el municipio tenía una proyección de población de 12,111 para 2021, con una densidad 504.62 personas por kilómetro cuadrado. El municipio tiene una población superior de indígenas con un porcentaje del 58% que se dividen en 99% personas de etnia quiché y el 1% de etnia mam y el 42% se consideran ladinos.

## Geografía física
El municipio de Pueblo Nuevo tiene una extensión territorial de 24 km² convirtiéndolo en uno de los más pequeños del departamento de Suchitepéquez.

### Ubicación geográfica
Pueblo Nuevo se encuentra en el departamento de Suchitepéquez a una distancia de 14 km de la cabecera departamental Mazatenango. Sus colindancias son:
- Norte: Zunil, municipio del departamento de Quetzaltenango
- Sur: 
  - San Francisco Zapotitlán, municipio de Suchitepéquez
  - San Felipe, municipio del departamento de Retalhuleu
- Este: Zunilito y San Francisco Zapotitlán, municipios del departamento de Suchitepéquez
- Oeste: San Felipe, municipio del departamento de Retalhuleu[4]

|                   | Norte: Zunil                             |                                         |
| Oeste: San Felipe |                                          | Este: Zunilito San Francisco Zapotitlán |
|                   | Sur: San Francisco Zapotitlán San Felipe |                                         |

## Gobierno municipal
Los municipios se encuentran regulados en diversas leyes de la República, que establecen su forma de organización, lo relativo a la conformación de sus órganos administrativos y los tributos destinados para los mismos.  Aunque se trata de entidades autónomas, se encuentran sujetos a la legislación nacional y las principales leyes que los rigen desde 1985 son:
| N.º | Ley                                                | Descripción |
| --- | -------------------------------------------------- | --- |
| 1   | Constitución Política de la República de Guatemala | Tiene una regulación legal específica para los municipios en los artículos 253 al 262. |
| 2   | Ley Electoral y de Partidos Políticos              | Ley de carácter constitucional aplicable a los municipios en el tema de la conformación de sus autoridades electas. |
| 3   | Código Municipal                                   | Decreto 12-2002 del Congreso de la República de Guatemala. Tiene la categoría de ley ordinaria y contiene preceptos generales aplicables a todos los municipios, e inclusive contiene legislación referente a la creación de los municipios.             |
| 4   | Ley de Servicio Municipal                          | Decreto 1-87 del Congreso de la República de Guatemala. Regula las relaciones entra la municipalidad y los servidores públicos en materia laboral. Tiene su base constitucional en el artículo 262 de la constitución que ordena la emisión de la misma. |
| 5   | Ley General de Descentralización                   | Decreto 14-2002 del Congreso de la República de Guatemala. Regula el deber constitucional del Estado, y por ende del municipio, de promover y aplicar la descentralización y desconcentración económica y administrativa.                                |

El gobierno de los municipios está a cargo de un Concejo Municipal mientras que el código municipal —ley ordinaria que contiene disposiciones que se aplican a todos los municipios— establece que «el concejo municipal es el órgano colegiado superior de deliberación y de decisión de los asuntos municipales […] y tiene su sede en la circunscripción de la cabecera municipal»; el artículo 33 del mencionado código establece que «[le] corresponde con exclusividad al concejo municipal el ejercicio del gobierno del municipio».
El concejo municipal se integra con el alcalde, los síndicos y concejales, electos directamente por sufragio universal y secreto para un período de cuatro años, pudiendo ser reelectos.
Existen también las Alcaldías Auxiliares, los Comités Comunitarios de Desarrollo (COCODE), el Comité Municipal del Desarrollo (COMUDE), las asociaciones culturales y las comisiones de trabajo. Los alcaldes auxiliares son elegidos por las comunidades de acuerdo a sus principios y tradiciones, y se reúnen con el alcalde municipal el primer domingo de cada mes, mientras que los Comités Comunitarios de Desarrollo y el Comité Municipal de Desarrollo organizan y facilitan la participación de las comunidades priorizando necesidades y problemas.
Los alcaldes que ha habido en el municipio son:
- 2012-2016: Celso García[7]

## Historia
En el siglo xviii llegaron los primeros pobladores a la región, procedentes del municipio de Zunil del departamento de Quetzaltenango; estos pioneros buscaban más territorios y se dirigieron al sur del volcán Zunil, llegando a lo que eventualmente sería «Pueblo Nuevo».

### Creación del municipio
Pueblo Nuevo fue fundado y categorizado oficialmente como municipio el 16 de octubre de 1867 formando parte del departamento de Retalhuleu; la cabecera municipal fue erigida en los terrenos de una finca propiedad del francés Eugenio Dufourk.[cita requerida]
El municipio fue desintegrado del departamento Retalhuleu por falta de vías de comunicación y se convirtió en municipio de su actual departamento Suchitepéquez el 27 de septiembre de 1950.